# John of Cobham (Richter, † 1300)
John of Cobham (auch de Cobham oder John Cobham der Jüngere) († vor 30. März 1300) war ein englischer Richter.

## Herkunft
John of Cobham entstammte der Familie Cobham, einem Adelsgeschlecht aus Kent. John war ein Sohn seines gleichnamigen Vaters John of Cobham und dessen erster Frau Maud Fitzbenedict. Beim Tod seines Vaters 1251 war er noch minderjährig, so dass sein Onkel Reynold Cobham die Verwaltung des Erbes übernahm. Nachdem er vor 1259 volljährig geworden war, übernahm er die Verwaltung der Besitzungen seines Vaters, zu denen Landbesitz bei Cobham und Cowling in Kent gehörte.

## Tätigkeit als Richter und Beamter
Von Ende 1259 bis Sommer 1261 diente er als Sheriff of Kent. Anfang 1268 wurde er zum Richter am Common Bench ernannt. Anfang 1270 schied er als Richter aus, doch in der ersten Gerichtsperiode Anfang 1271 sowie von Herbst 1273 bis Anfang 1276 war wieder als Richter am Common Bench tätig. Von April 1271 bis 1272 führte er zusammen mit Roger of Seaton in Südostengland eine Gerichtsreise durch. Im Mai 1276 wurde er zum Baron of the Exchequer ernannt und beendete damit seine Tätigkeit als Richter am Common Bench. Von 1280 bis zu seinem Tod war er Constable von Rochester Castle. 1287 wurde er nach Wales gesandt, um als Richter in einem Streit zwischen dem walisischen Lord Rhys ap Maredudd und dem englischen Beamten Robert de Tibetot zu entscheiden. Rhys ap Maredudd erschien aber nicht zu dem Prozess, sondern begann stattdessen eine Revolte gegen die englische Herrschaft in Wales. Er starb Anfang 1300.

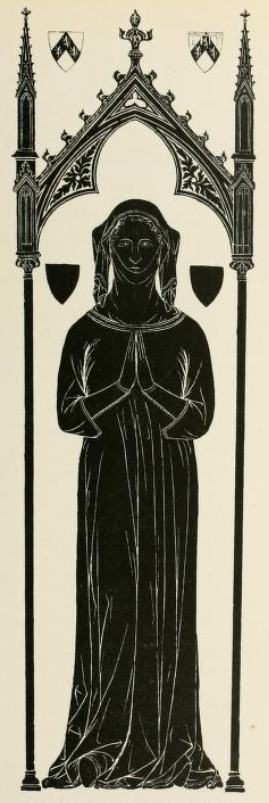
Darstellung der Grabbrasse von Joan Septvans, der ersten Frau von John of Cobham, in einem 1881 erschienenen Buch

## Ehen und Nachkommen
Cobham hatte in erster Ehe Joan Septvans († 1298), eine Tochter von Sir Robert Septvans geheiratet. Sie erbte nach dem Tod ihres Vaters einen Teil von dessen Besitzungen. Mit ihr hatte er mindestens acht Kinder, darunter:
- Henry Cobham, 1. Baron Cobham of Cobham (1260–1339)
- John Cobham of Blackborough († 1335)
- Thomas Cobham (1265–1327), Bischof von Worcester

In zweiter Ehe heiratete er Methania Kirkeby. Die Ehe mit ihr blieb wahrscheinlich kinderlos.